# Hispophora lechriospilota
Hispophora lechriospilota là một loài bướm đêm trong họ Geometridae.